# Terre et Cendres
Terre et Cendres (Khâkestar-o-khâk) est le premier roman d'Atiq Rahimi, paru en français en 2000.
Le roman a fait l'objet d'une adaptation cinématographique réalisée par son auteur en 2004, Terre et Cendres.